# Anuthatantrum
Anuthatantrum é o segundo álbum de estúdio da rapper norte-americana Da Brat, lançado em 28 de outubro de 1996 pela So So Def Recordings, com produção de Jermaine Dupri. Os singles "Sittin' on Top of the World" e "Ghetto Love" antingiram as posições 30 e 16 na Billboard Hot 100, respectivamente. O disco atingiu a posição vinte na Billboard 200, e a quinta colocação na R&B/Hip-Hop Albums.

## Faixas
A lista de faixas segundo o site de compras Amazon.com.
1. "Anuthatantrum" (Da Brat, Jermaine Dupri, Sting) 1:10
2. "My Beliefs" (Da Brat, Dupri, Prince) 4:03
3. "Sittin' on Top of the World" (Da Brat, Dupri, Rick James) 4:16
4. "Let's All Get High"(com Krayzie Bone) (Da Brat, Dupri, Krayzie Bone, Roger Troutman) 3:44
5. "Westside Interlude" :13
6. "Just a Little Bit More" (Da Brat, Dupri, Isaac Hayes, A. Anderson) 3:26
7. "Keepin' it Live" (Da Brat, Dupri) 3:36
8. "Ghetto Love" (com Tionne "T-Boz" Watkins) (Da Brat, Chuck D., El DeBarge, Hank Shocklee, B. Wright) 3:21
9. "Lyrical Molestation" (Da Brat, Dupri, Ian Carr, Sean Combs, Hubert Magidson, Nasheim Myrick, Chester Wallace, Allie Wrubel) 3:47
10. "Live it Up" (Da Brat, Dupri, Chris Stein, Akinyele) 2:32
11. "Make it Happen" (Da Brat, Dupri, David Snell) 3:30

## AnuthaFunkdafiedTantrum
A lista de faixas segundo o site de compras Amazon.com.
Disco 1
1. "Fa All Y'All"
2. "Funkdafied"
3. "Mind Blowin'"
4. "Give it 2 You Remix"
5. "Da B Side"

Disco 2
1. "Sittin' on Top of the World"
2. "Let's Get High"
3. "Just a Lil' Bit More"
4. "Ghetto Love"
5. "Make it Happen"